# Keith Blunt
Keith Blunt (* 28. Dezember 1939 in Hull; † 12. August 2016) war ein englischer Fußballtrainer. Während er die meiste Zeit im Jugendbereich aktiv war, betreute er Anfang der 1980er Jahre mit Malmö FF und Viking Stavanger zwei nordeuropäische Vereine in der jeweils höchsten Liga.

## Werdegang
Blunt war Mannschaftskapitän des Fußballteams der Hull Grammar School und spielte in der Folge für Kingston Wesley in der örtlichen Church League. Anschließend studierte er Jura an der University of Sheffield und war dabei Auswahlspieler für die englische Universitätsauswahl und die Countyauswahl von Sheffield & Hallamshire. Mit der britischen Universitätsauswahl nahm er an einem Turnier in Belgien teil, daneben betätigte er sich aber auch als Rugby- und Cricketspieler. An der Loughborough University absolvierte er den Studiengang zum Sportlehrer und trat dabei fußballerisch für das Universitätsteam als auch die Universities Athletic Union in Erscheinung. Anschließend unterrichtete er in London und war als Amateurfußballer für Dulwich Hamlet, Sutton United, den FC Kingstonian und die Wycombe Wanderers aktiv. Für Sutton United bestritt er nach seinem Debüt 1963 72 Spiele in der Isthmian League und gewann mit dem Team 1967 die Meisterschaft. Von 1969 bis 1971 war er für Wycombe ebenfalls in der Isthmian League aktiv, absolvierte 43 Ligaspiele (2 Tore) und gewann mit dem Klub 1971 die Ligameisterschaft.
Anschließend war er Vollzeittrainer der Football Association für die Region London, im Sommer 1973 wurde er von Tony Waiters zu Plymouth Argyle geholt und verantwortete dort die Weiterentwicklung der Nachwuchsspieler und betreute das Reserveteam. Als die Vereinsverantwortlichen bei Plymouth Anfang 1977 entschieden, Blunts Vertrag am Saisonende nicht zu verlängern und das Nachwuchsprogramm einzustellen, verschickte Waiters im März 1977 für sich und seinen Trainerstab ein Bewerbungsschreiben an alle Klubs der Football League. Waiters wurde letztlich im April 1977 entlassen und Blunt trat daraufhin ebenfalls von seinem Posten zurück. 1977 übernahm der Englisch- und Sportlehrer das Traineramt bei Sutton United. Unter seiner Leitung gewann der Verein durch einen 2:1-Endspielerfolg über Calcio Chieti den englisch-italienischen Pokal, wobei Blunt zeitweise aufgrund der Lehrtätigkeiten durch seinen Trainerassistenten Barrie Williams ersetzt wurde.
Im Frühjahr 1980 übernahm Blunt von seinem Landsmann Bob Houghton den Posten als Cheftrainer beim schwedischen Erstligisten Malmö FF. In seinem Debütjahr verpasste er nur knapp den Titelgewinn in der Liga; mit zwei Punkten Rückstand auf Östers IF wurde Malmö Vizemeister. Mitentscheidend waren nicht zuletzt die beiden Niederlagen in den direkten Duellen mit dem späteren Meister. Mit der Mannschaft um Mannschaftskapitän Roland Andersson, Ingemar Erlandsson, Anders Palmér und Roy Andersson konnte er in den folgenden Spielzeiten nicht an diesen Erfolg anknüpfen: Nach Platz fünf in der Saison 1981 gelang Malmö im Jahr darauf durch Platz vier in der Meisterschaft zwar die Qualifikation für die erstmals ausgespielte Endrunde, doch der Klub scheiterte im Halbfinale am späteren Meister IFK Göteborg. Zur folgenden Saison übernahm Tord Grip das Cheftraineramt.
Anfang 1984 übernahm Blunt den norwegischen Klub Viking Stavanger. Im Saisonverlauf wurde er durch Svein Kvia ersetzt, der den Verein zur Vizemeisterschaft führte. Blunt kehrte nach England zurück, wo er in der Folge Jugendtrainer und zeitweise Trainerassistent von Terry Venables bei Tottenham Hotspur war. 1988 wechselte er als Assistent von Keith Burkinshaw zum FC Gillingham, wurde aber kurz nach dessen Rücktritt im Frühjahr 1989 entlassen. Er betreute Gillingham interimistisch bei einem 3:0-Sieg über Mansfield Town, bevor er entlassen und durch Damien Richardson ersetzt wurde.
Im Anschluss war er für zwei Jahre erneut Trainer von Sutton United. Später übernahm er die Leitung der Jugendakademie der Football Association in Lilleshall und wurde Trainer der englischen U-16-Nationalmannschaft, unter seiner Leitung in Lilleshall entwickelten sich unter anderem die späteren Nationalspieler Jamie Carragher, Michael Owen, Wes Brown, Joe Cole, Scott Parker, Sol Campbell und Nick Barmby. 1998 ging er nach China, wo ihm zeitweise die Verantwortung für die U-19- und die U-23-Nationalmannschaft übertragen wurde und er später im Nachwuchsbereich des Drittligisten Shanghai Coerver 2000 arbeitete.
Aufgrund seiner Verdienste im englischen Fußball wurde er 2014 vom englischen Fußballverband in die Coaching Hall of Fame aufgenommen. 2019 erfolgte die Aufnahme in die Hall of Fame von Sutton United. Im August 2016 erlag er 72-jährig einem Krebsleiden, er hinterließ seine Ehefrau und zwei Kinder.